# Voerde
Voerde település Németországban, azon belül Észak-Rajna-Vesztfália tartományban. Lakosainak száma 36 282 fő (2023. december 31.).

## Népesség
A település népességének változása:
| Lakosok száma | 31 132 | 36 268 | 35 999 | 35 889 | 36 196 | 36 282 |
|               | 1975   | 2017   | 2019   | 2021   | 2022   | 2023   |